# Eucoila effluens
Eucoila effluens is een vliesvleugelig insect uit de familie van de Figitidae. De wetenschappelijke naam van de soort is voor het eerst geldig gepubliceerd in 1869 door Vollenhoven.